# Kamienica przy ul. Dworcowej 10 w Bytomiu
Kamienica przy ul. Dworcowej 10 w Bytomiu – kamienica z 2. połowy XIX wieku, przebudowana w stylu secesyjnym w latach 1906–1908 w Bytomiu, wpisana do rejestru zabytków nieruchomych województwa śląskiego.

## Historia
Na terenie dzisiejszej kamienicy znajdowały się zabudowania gospodarskie, następnie w 1871 roku wzniesiono w ich miejscu kamienicę w stylu historyzmu (w rejestrze zabytków widnieje data 1886) według projektu Herrmanna dla Josefiny Mokrski.  
Inwestorem przebudowy był Carl Lichtenstein. Jej projektantami byli architekci Josef Königsberger i Karl von Kozlowski z firmy Sobocinski & comp., który poprawił i ukończył pierwotny projekt Königsbergera. Przebudowa została rozpoczęta 1906 roku, ówczesnym właścicielem budynku był mistrz budowlany Kowollik. Kamienica w obecnym kształcie powstała w 1908 roku. Carl Lichtenstein otworzył na parterze dobrze wyposażoną kawiarnię. Budowniczy Sobocinski z Bytomia nabył budynek w 1909 roku. Od kwietnia 1911 roku kamienica była siedzibą Spółki Parcelacyjnej. 
Josef Schmidt otworzył na parterze kawiarnię w 1913 roku. W lokalu po południu i wieczorami grała codziennie orkiestra, którą dyrygował skrzypek Küppel; kawiarnia i ciastkarnia przetrwała do 1945 roku.  
Parter oraz tył budynku zostały przebudowane. Od 1995 roku na parterze mieści się restauracja McDonald’s. 17 grudnia 1997 roku budynek wpisano do rejestru zabytków nieruchomych województwa śląskiego (nr rej. A/1665/97). 
Historyczne adresy budynku to: Vorstadt 47, następnie Bahnhofstraße 37 i Bahnhofstraße 10; po II wojnie światowej: 1. Maja 10.

## Architektura
Fasada kamienicy została wykonana z różowego piaskowca z wykuszem, stylistycznie reprezentuje secesję geometryczną. Jest zbliżona stylistycznie do fasady kamienicy przy ul. Gliwickiej 25 w Bytomiu. 
Elewacja tylna została pokryta białą glazurowaną cegłą. Zachował się secesyjny wystrój wnętrz.

## Galeria

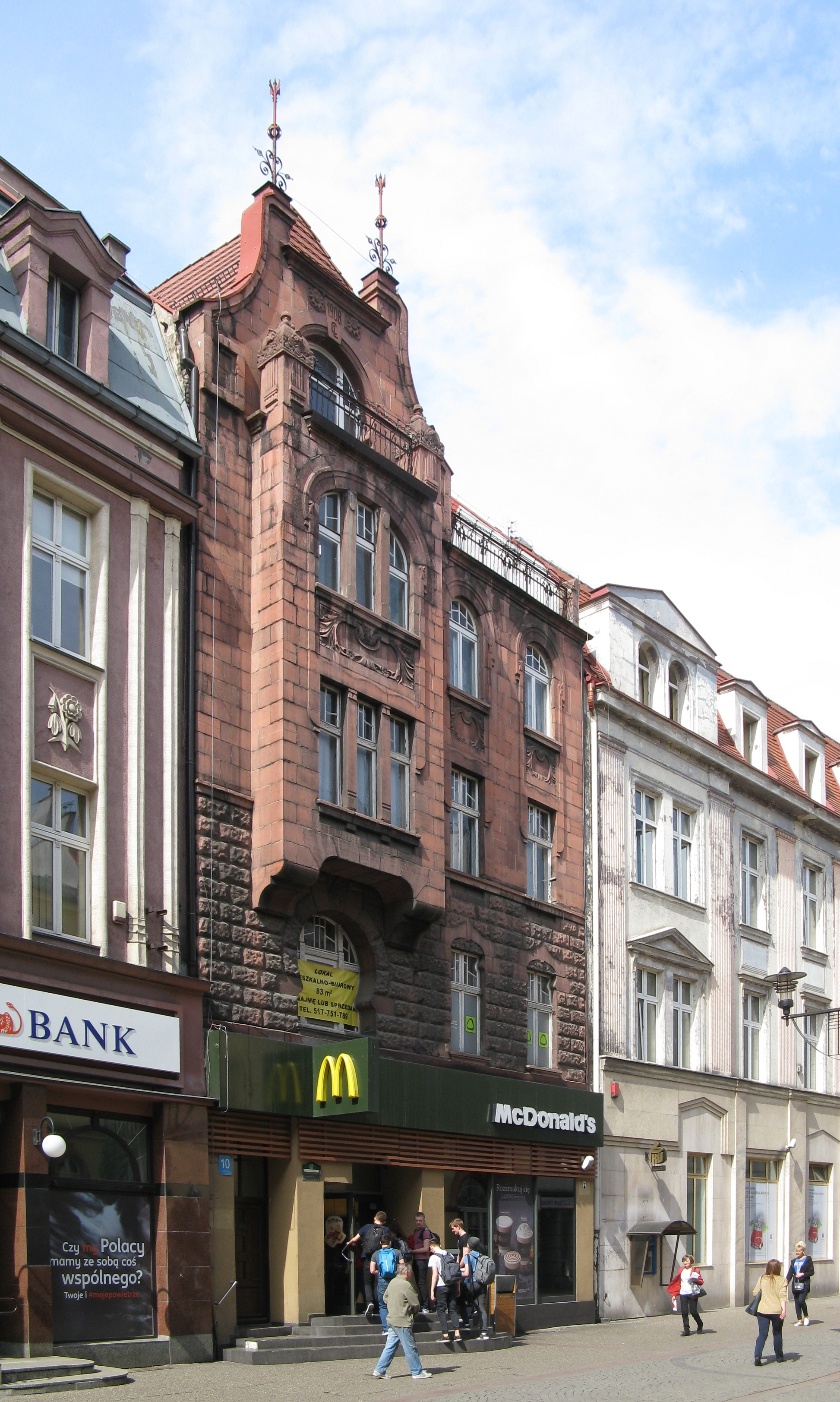
Fasada (2018)
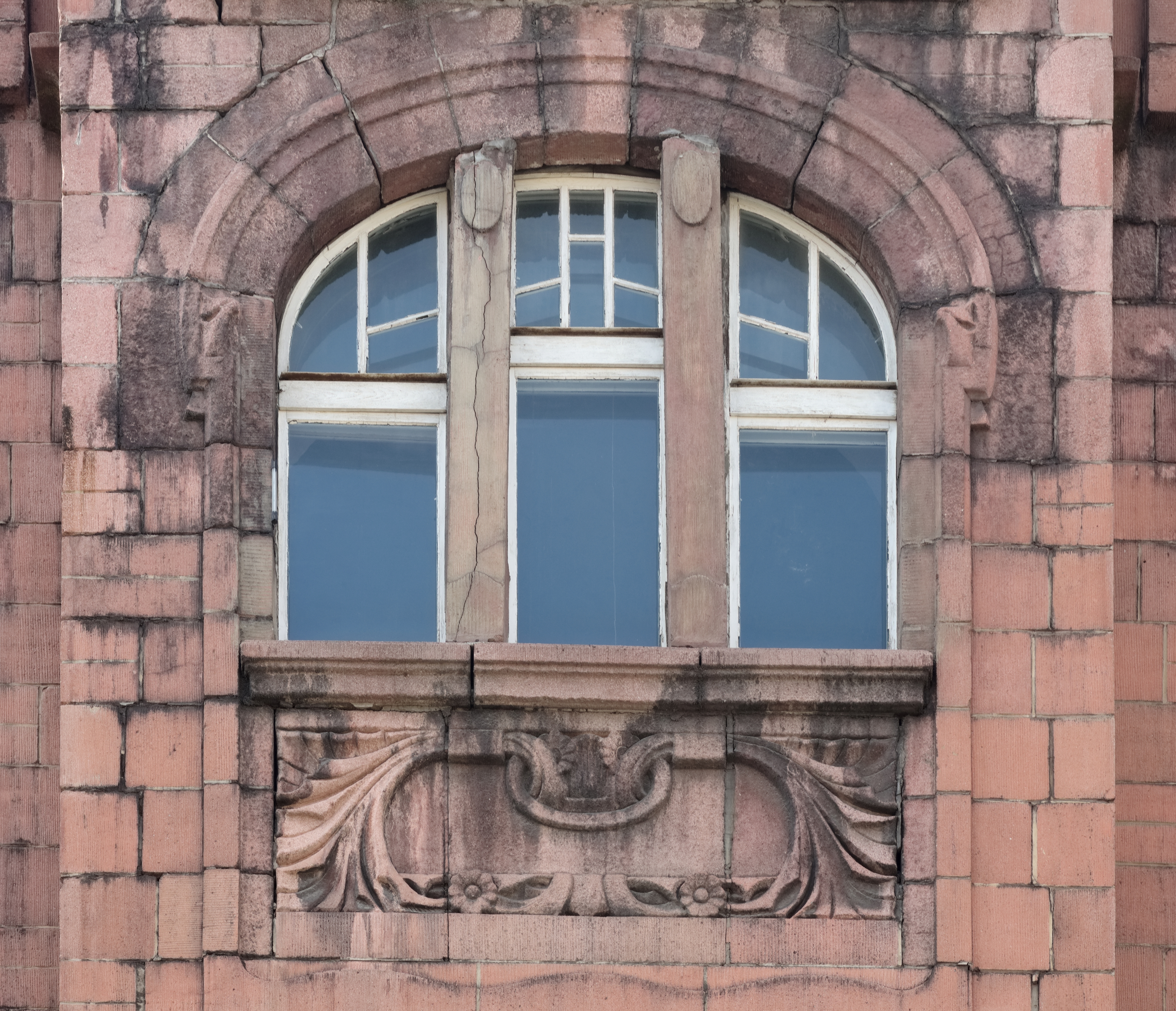
Okno w wykuszu (2023)
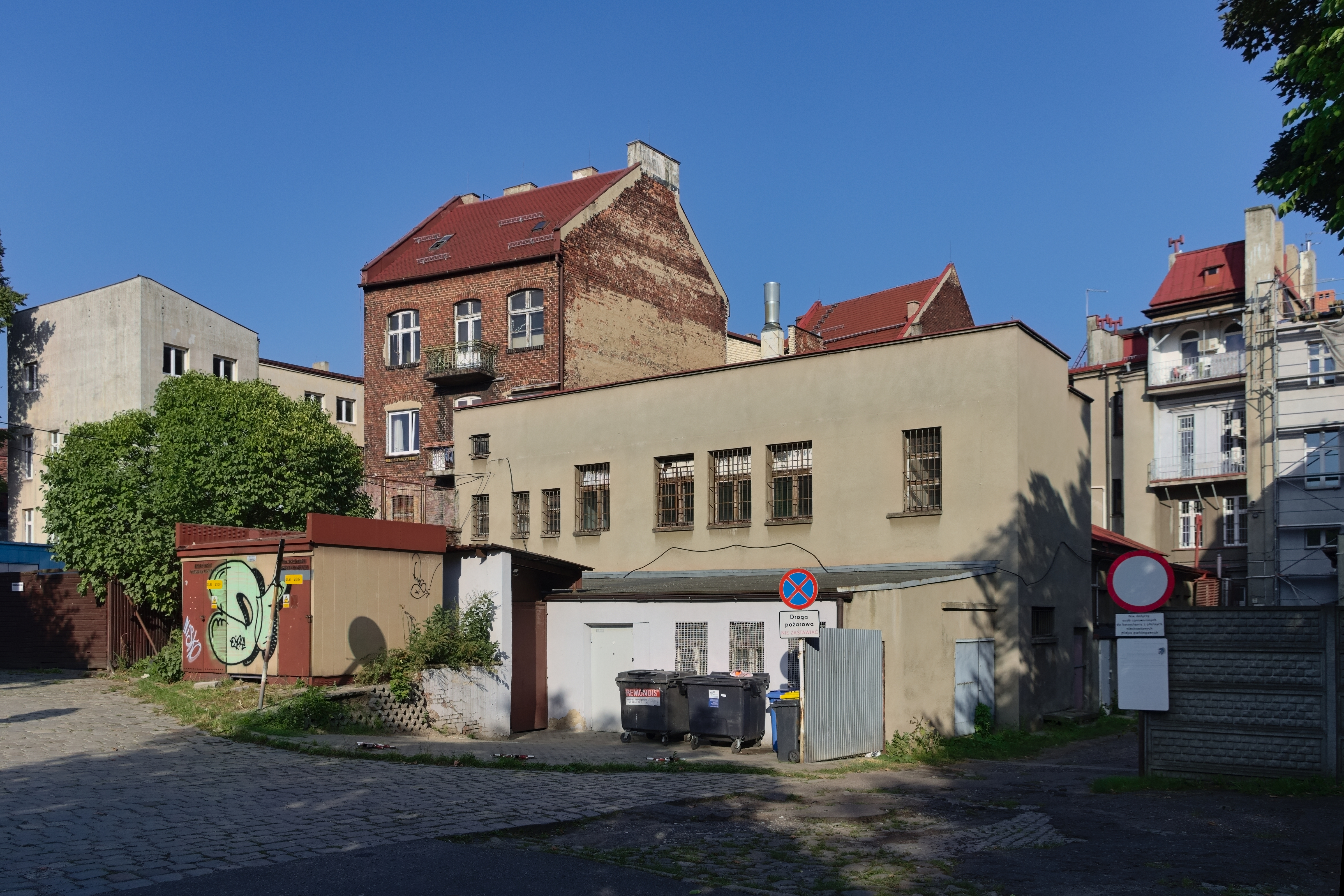
Widok od podwórza (2023)
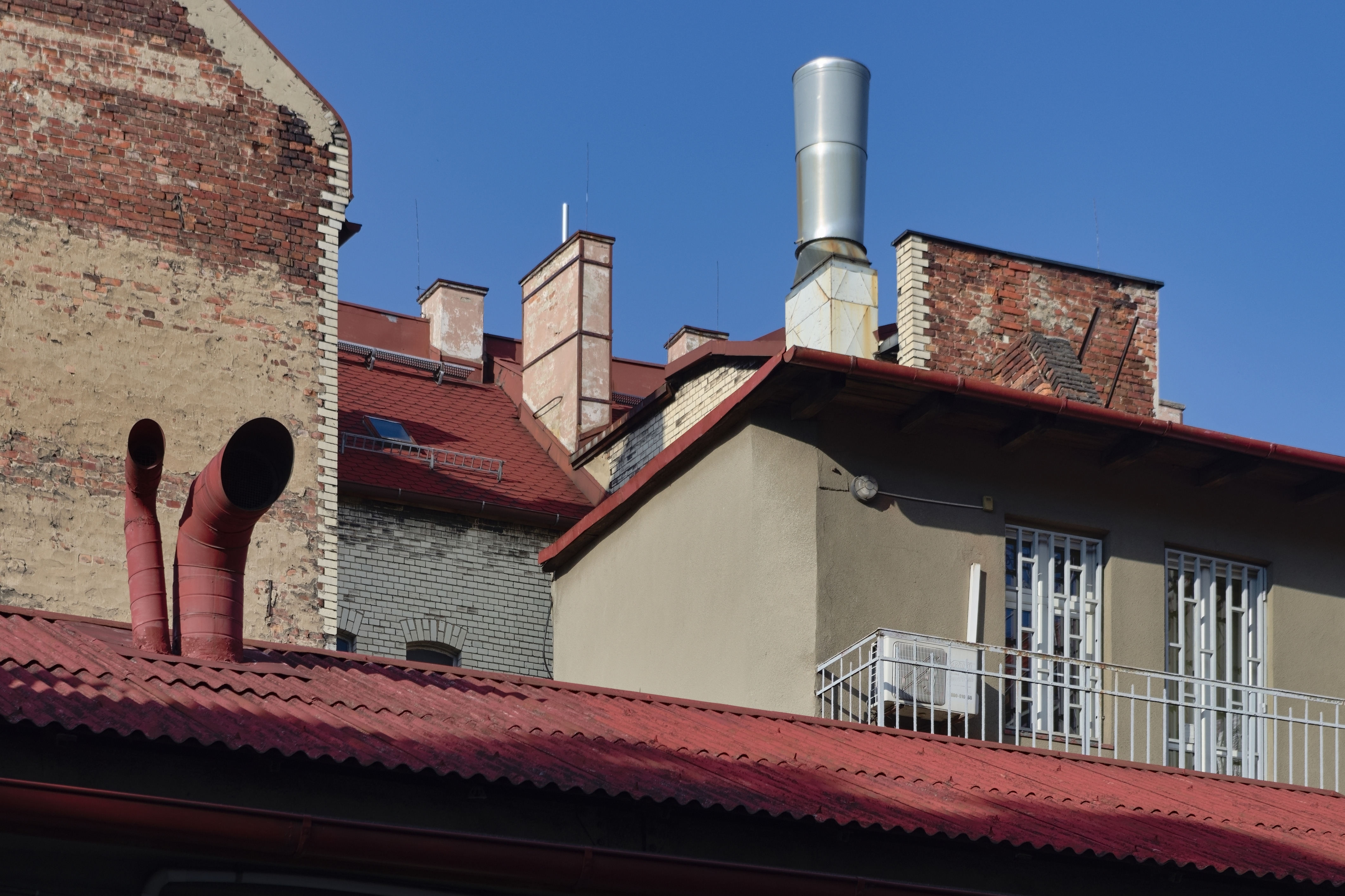
Elewacja południowo-zachodnia (2023)
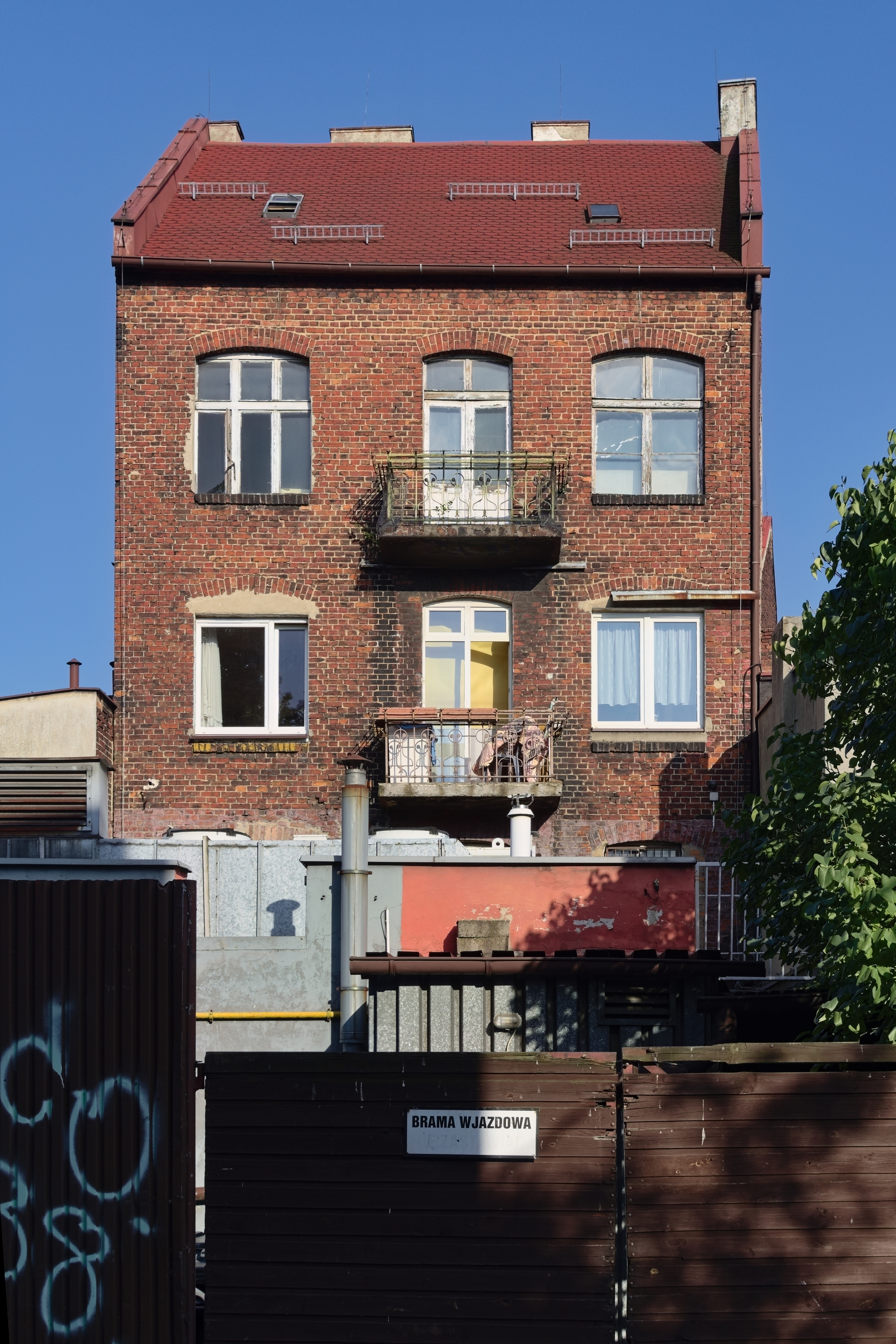
Elewacja zachodnia (2023)